# Ga Phù Cát
Ga Phù Cát là một nhà ga xe lửa tại xã Phù Cát, tỉnh Gia Lai. Nhà ga là một điểm trên tuyến đường sắt Bắc Nam tiếp nối sau ga Khánh Phước và trước ga Bình Định. Lý trình ga: Km 1070 + 860.